# 奇异杜鹃
奇异杜鹃（学名：Rhododendron paradoxum）为杜鹃花科杜鹃花属下的一个种。

## 扩展阅读
- 維基物種上的相關：奇异杜鹃